# Liste over medlemmer af Europa-Parlamentet 1984-1989
Denne liste indeholder alle 518 medlemmer af Europa-Parlamentet fra 1984 til 1989.

## A
- Jean-Pierre Abelin
- Victor Abens
- Carlos Aboim Inglez
- Gordon Adam
- Dimitrios Adamou
- Jochen van Aerssen
- Heinrich Aigner
- Alexandros Alavanos
- Siegbert Alber
- Jean-Marie Alexandre
- Rui Manuel Almeida Mendes
- Giorgio Almirante
- José María Alvarez de Eulate Peñaranda
- José Álvarez de Paz
- Giuseppe Amadei
- Rui Amaral
- Werner Amberg
- Georgios Anastassopoulos
- Hedy D'Ancona
- Ettore Giovanni Andenna
- Anne André-Léonard
- Niall Andrews
- Magdeleine Anglade
- Dario Antoniozzi
- Bernard Antony
- Víctor Manuel Arbeloa Muru
- Pedro Argüelles Salaverria
- Miguel Arias Cañete
- Rudi Arndt
- Evangelos Averof-Tossitsas
- Paraskevas Avgerinos

## B
- Jean-Paul Bachy
- Monique Badénes
- Gianni Baget Bozzo
- Louis Baillot
- Richard Balfe
- Francisco Pinto Balsemão
- Juan María Bandrés Molet
- Mary Elizabeth Banotti
- Carla Barbarella
- Otto Bardong
- Enrique Barón Crespo
- Carlos Barral Agesta
- Sylvester Barrett
- José Barros Moura
- Roberto Barzanti
- Robert Batailly
- Robert Battersby
- Dominique Baudis
- Denis Baudouin
- Charles Baur
- Bernardo Bayona Aznar
- Christopher Beazley
- Peter Beazley
- Hans-Joachim Beckmann
- Luis Filipe Pais Beirôco
- Maria Belo
- Carlos Manuel Bencomo Mendoza
- Gérard Benhamou
- Pierre Bernard-Reymond
- Giovanni Bersani
- Jean Besse
- Nicholas Bethell
- Vincenzo Bettiza
- Bouke Beumer
- Luc Beyer de Ryke
- John Bird
- Philipp von Bismarck
- Birgit Bjørnvig
- Undine-Uta Bloch von Blottnitz
- Roland Blum
- Erik Blumenfeld
- Reinhold Bocklet
- Jørgen Bøgh
- Alfons Boesmans
- Alain Bombard
- Aldo Bonaccini
- Jens-Peter Bonde
- Emma Bonino
- Margherita Boniver
- Elise Boot
- Franco Borgo
- Bodil Boserup
- Ioannis Boutos
- Ursula Braun-Moser
- Georges de Brémond D'Ars
- Jürgen Brinckmeier – død 28. november 1984, afløst af Rüdiger Hitzigrath
- José António Brito Apolonia
- Elmar Brok
- Beata Brookes
- Paulin-Christian Bruné
- Carlos María Bru Purón
- Janey O'Neil Buchan
- Hubert Jean Buchou
- José Miguel Bueno Vicente
- Martine Buron
- Antonino Buttafuoco

## C
- Esteban Caamaño Bernal
- Pío Cabanillas Gallas
- Jesús Cabezón Alonso
- José Cabrera Bazan
- Rafael Calvo Ortega
- Leopoldo Calvo-Sotelo
- Michel de Camaret
- Jorge Campinos
- Eusebio Cano Pinto
- Antonio Nicola Cantalamessa
- Manuel Cantarero del Castillo
- Alain Carignon
- Angelo Carossino
- José Vicente Carvalho Cardoso
- Carlo Casini
- Jean-Pierre Cassabel
- Maria Luisa Cassanmagnago Cerretti
- Bryan Cassidy
- Luciana Castellina
- Barbara Castle
- Fred Catherwood
- Marco Cellai
- José Emilio Cervera Cardona
- Giovanni Cervetti
- Dominique Chaboche
- Robert Chambeiron
- Raphaël Chanterie
- Gisèle Charzat
- Mauro Chiabrando
- Roger Chinaud
- Vittorino Chiusano
- Louis Chopier
- Nicole Chouraqui
- Ib Christensen
- Ejner Hovgård Christiansen
- Efthymios Christodoulou
- Michelangelo Ciancaglini
- Roberto Cicciomessere
- Maria Lisa Cinciari Rodano
- Mark Clinton
- José Coderch Planas
- Robert Cohen
- António Antero Coimbra Martins
- Juan Luis Colino Salamanca
- Michel Collinot
- Kenneth Collins
- Joan Colom I Naval
- Michele Columbu
- Francesco Compasso
- Fernando Condesso
- Petrus Cornelissen
- Roberto Costanzo
- Alfred Coste-Floret
- Jean-Pierre Cot
- Richard Cottrell
- John de Courcy Ling
- Christine Crawley
- Rodolfo Crespo
- Lambert Croux
- Jean Crusol
- George Robert Cryer
- David Curry

## D
- Joachim Dalsass
- Margaret Daly
- Pieter Dankert
- Rika de Backer-Van Ocken
- Michel Debatisse
- Karel De Gucht
- Antonio del Duca
- Robert Delorozoy
- Danielle de March
- Luigi Ciriaco de Mita
- Jean-François Deniau
- Pancrazio de Pasquale
- Gérard Deprez
- Stéphane Dermaux
- Claude Desama
- Dimitrios Dessylas
- Gilbert Devèze
- Gijs de Vries
- August de Winter
- Ramón Diaz del Rio Jaudenes
- Mario di Bartolomei
- Mario Dido'
- Carmen Díez De Rivera Icaza
- Nel van Dijk
- Chrysanthos Dimitriadis
- Aristides Dimopoulos
- Georges Donnez
- Charles Wellesley
- José Manuel Duarte Cendán
- Daniel Ducarme
- Bárbara Dührkop Dührkop
- Peter Duetoft
- Anne-Marie Dupuy
- Emilio Duran Corsanego
- Josep Antoni Duran I Lleida
- Raymonde Dury

## E
- Manfred Artur Ebel
- Diana Elles
- James Elles
- Michael Elliott
- Vassilis Ephremidis
- Sergio Ercini
- Arturo Juan Escuder Croft
- José Antonio Escudero
- Nicolas Estgen
- Rafael Estrella Pedrola
- Dimitrios Evrigenis
- Winifred Ewing
- Louis Eyraud

## F
- Sheila Faith
- Roger Fajardie
- Alexander Falconer
- Guido Fanti
- André Fanton
- Léon Fatous
- Ludwig Fellermaier
- António José Fernandes
- Basil de Ferranti
- Concepció Ferrer
- Bruno Ferrero
- Ove Fich
- António Jorge de Figueiredo Lopes
- Konstantinos Filinis
- Gene Fitzgerald
- James Fitzsimons
- Seán Flanagan
- Colette Flesch
- María Elena Flores Valencia
- Gaston Flosse
- Katharina Focke
- Nicole Fontaine
- Glyn Ford
- Roberto Formigoni
- André Fourçans
- Manuel Fraga Iribarne
- Otmar Franz
- Bruno Friedrich
- Ingo Friedrich
- Isidor Früh
- Yvette Fuillet

## G
- Colette Gadioux
- Gerardo Gaibisso
- Yves Galland
- Max Gallo
- Carlo Alberto Galluzzi
- José Augusto Gama
- Juan Antonio Gangoiti Llaguno
- Juan Carlos Garaikoetxea Urriza
- Vasco Garcia
- Manuel García Amigo
- Ludivina García Arias
- Antonio Garcia-Pagan Zamora
- José Luis Garcia Raya
- Salvador Garriga Polledo
- Carles-Alfred Gasòliba I Böhm
- Natalino Gatti
- Roland Gaucher
- Roger Gauthier
- Fritz Gautier
- Jas Gawronski
- Nikolaos Gazis
- Kyriakos Gerontopoulos
- Marietta Giannakou-Koutsikou
- Giovanni Giavazzi
- Vincenzo Giummarra
- Emmanouil Glezos
- Ernest Glinne
- Fernando Manuel Santos Gomes
- Friedrich-Wilhelm Graefe Zu Baringdorf
- Jacqueline Grand
- Carlo Alberto Graziani
- Eva Gredal
- Maxime François Gremetz
- Winston James Griffiths
- Julián Grimaldos Grimaldos
- Anselmo Guarraci
- Guy Jean Guermeur
- Julén Guimon Ugartechea
- Antoni Gutiérrez Díaz

## H
- Otto von Habsburg
- Wolfgang Hackel
- Klaus Hänsch
- Benedikt Härlin
- Wilhelm Hahn
- Else Hammerich
- José Happart
- Brigitte Heinrich
- Fernand Herman
- José Ramón Herrero Merediz
- Robert Hersant
- Ien van den Heuvel
- Michael Hindley
- Rüdiger Hitzigrath – afløser for Jürgen Brinckmeier (død)
- Magdalene Hoff
- Jacqueline Hoffmann
- Karl-Heinz Hoffmann
- Geoffrey Hoon
- Paul Howell
- Leslie Huckfield
- Stephen Hughes
- Jean-Paul Hugot
- John Hume
- Alasdair Henry Hutton

## I
- Antonio Iodice
- Felice Ippolito
- John Iversen

## J
- Caroline Jackson
- Christopher Jackson
- Erhard Jakobsen
- James Janssen Van Raay
- Marie Jepsen
- Lionel Jospin
- Alain Juppé

## K
- Edward Kellett-Bowman
- Michael Kilby
- Mark Killilea
- Egon Klepsch
- Jan Klinkenborg
- Michael Klöckner
- Spyridon Kolokotronis
- Frode Kristoffersen
- Willy Kuijpers
- Leonidas Kyrkos

## L
- Antonio Augusto Lacerda de Queiróz
- José María Lafuente López
- Leonidas Lagakos
- Patrick Joseph Lalor
- Panayotis Lambrias
- Horst Langes
- Jessica Larive
- Pierre Lataillade
- Jean Lecanuet
- Jean-Marie le Chevallier
- Martine Lehideux
- Bram van der Lek
- Eileen Lemass
- Gerd Ludwig Lemmer
- Marcelle Lentz-Cornette
- Marlene Lenz
- Jean-Marie Le Pen
- Sylvie le Roux
- Marie-Noëlle Lienemann
- Giosuè Ligios
- Salvatore Lima
- Rolf Linkohr
- Anne-Marie Lizin
- Carmen Llorca Vilaplana
- César Llorens Barges
- Alfred Lomas
- Gérard Longuet
- Charles-Emile Loo
- Hendrik Louwes
- Francisco António Lucas Pires
- Zenon-José Luis Paz
- Rudolf Luster
- Finn Lynge

## M
- John Joseph Mccartin
- Giulio Maceratini
- Michael Mcgowan
- Hugh Mcmahon
- Edward McMillan-Scott
- Ray Mac Sharry
- Luís Filipe Madeira
- Emmanuel Maffre-Baugé
- Thomas Joseph Maher
- Hanja Maij-Weggen
- Kurt Malangré
- Philippe Malaud
- Christian de la Malène
- Jacques Mallet
- Jean-François Mancel
- Georges Marchais
- Pol Marck
- Francesca Marinaro
- Luís Marinho
- Alain Marleix
- António José Marques Mendes
- António Joaquim Marques Mendes
- John Leslie Marshall
- Claudio Martelli
- David Martin
- Simone Martin
- Renato Massari
- Vincenzo Mattina
- Georgios Mavros
- Federico Mayor Zaragoza
- José Manuel Medeiros Ferreira
- Manuel Medina Ortega
- Thomas Megahy
- Meinolf Mertens
- Alman Metten
- Alberto Michelini
- Karl-Heinrich Mihr
- Joaquim Miranda
- Ana Miranda De Lage
- Alfeo Mizzau
- Poul Møller
- Emilio Molinari
- Andoni Monforte Arregui
- José María Montero Zabala
- James Moorhouse
- Fernando Morán López
- Alberto Moravia
- Raúl Morodo Leoncio
- Giovanni Moroni
- David Morris
- Didier Motchane
- Jean Mouchel
- Ernest Mühlen
- Günther Müller
- Werner Münch
- Joaquim Muns Albuixech
- Hemmo Muntingh
- François Musso

## N
- Alessandro Natta
- Antonio Navarro
- Giovanni Negri
- Lore Neugebauer
- Arthur Stanley Newens
- Edward Newman
- Bill Newton Dunn
- Jørgen Brøndlund Nielsen
- Tove Nielsen
- Egbert Nitsch
- Hans Nord
- Jean-Thomas Nordmann
- Tom Normanton
- Wolfgang von Nostitz
- Diego Novelli

## O
- Tom O’Donnell
- Charles Towneley Strachey, 4th Baron O'Hagan
- Francisco Oliva Garcia
- Christopher Gerard O'Malley
- Jeanette Oppenheim
- Olivier D'Ormesson

## P
- Ian Paisley
- Giancarlo Pajetta
- Roger Palmieri
- Marco Pannella
- Konstantina Pantazi
- Nikolaos Papakyriazis
- Giovanni Papapietro
- Christiane Papon
- Christos Papoutsis
- Eolo Parodi
- Roger Partrat
- Jean-Claude Pasty
- George Benjamin Patterson
- Andrew Pearce
- Jorge Pegado Liz
- Jiří Pelikán
- Jean Penders
- Manuel Pereira
- Virgílio Pereira
- José Pereira Lopez
- Fernando Pérez Royo
- Luis Guillermo Perinat Elio
- Nicole Pery
- Johannes Wilhelm Peters
- Francesco Petronio
- Gabriele Peus
- Gero Pfennig
- Pierre Pflimlin
- Dorothee Piermont
- Carlos Pimenta
- Sergio Pininfarina
- Maria de Lourdes Pintasilgo
- Pedro Augusto Pinto
- René-Emile Piquet
- Fritz Pirkl
- Ferruccio Pisoni
- Nino Pisoni
- Terrence Pitt
- Luis Planas Puchades
- Spyridon Plaskovitis
- Charles Henry Plumb, Baron Plumb
- Hans Poetschki
- Hans-Gert Pöttering
- Lydie Polfer
- Mario Pomilio
- Michel Poniatowski
- Bernard Pons
- Josep Pons Grau
- Gustave Pordea
- Lars Poulsen
- Derek Prag
- Pierre-Benjamin Pranchère
- Peter Price
- Christopher Prout
- James Provan
- Alonso José Puerta
- Eduardo Punset I Casals

## Q
- Joyce Quin

## R
- Renate-Charlotte Rabbethge
- Thomas Raftery
- Andrea Raggio
- Juan de Dios Ramírez Heredia
- Alfredo Reichlin
- Marcel Remacle
- María Dolores Renan I Manen
- Mario Rigo
- Günter Rinsche
- Shelagh Dame Roberts
- Carlos Robles Piquer
- François Roelants du Vivier
- Dieter Rogalla
- Rosario Romeo
- Georgios Romeos
- Domènec Romera I Alcàzar
- Pino Romualdi
- Yvonne van Rooy
- Walter Rosa
- Giorgio Rossetti
- André Rossi
- Tommaso Rossi
- Mechtild Rothe
- Willi Rothley
- Jean-Pierre Roux
- Xavier Rubert De Ventós
- Richie Ryan

## S
- Henri SabylBernhard Sälzer
- Jannis Sakellariou
- Heinke Salisch
- Felipe Sanchez-Cuenca Martinez
- Pedro Miguel de Santana Lopes
- Manuel dos Santos Machado
- Francisco Javier Sanz Fernández
- Enrique Sapena Granell
- Georgios Saridakis
- Giuseppe Schiavinato
- Dieter Schinzel
- Ursula Schleicher
- Gerhard Schmid
- Barbara Schmidbauer
- Lydie Schmit
- Konrad Schön
- Heinz Schreiber
- Frank Schwalba-Hoth
- James Scott-Hopkins
- Christiane Scrivener
- Barry Seal
- Horst Seefeld
- Hans-Joachim Seeler
- Sergio Camillo Segre
- Lieselotte Seibel-Emmerling
- Madron Richard Seligman
- Gustavo Selva
- Alexander Sherlock
- Mateo Sierra Bardají
- José Silva Domingos
- Richard Simmonds
- Barbara Simons
- Anthony Simpson
- Llewellyn Smith
- Leopold Spaeth
- Altiero Spinelli
- Vera Squarcialupi
- Paul Staes
- Giovanni Starita
- Franz Ludwig Schenk Graf von Stauffenberg
- Konstantinos Stavrou
- George Stevenson
- Kenneth Stewart
- Jack Stewart-Clark
- Jean-Pierre Stirbois
- Fernando Suárez González
- Georges Sutra de Germa

## T
- John David Taylor
- Wilfried Telkämper
- Bernard Thareau
- Diemut Theato
- Jacqueline Thome-Patenotre
- Carlo Tognoli
- Claus Toksvig
- Teun Tolman
- John Tomlinson
- Carole Tongue
- Günter Topmann
- Enzo Tortora
- Raymond Tourrain
- Michel Toussaint
- Giovanni Travaglini
- Alberto Tridente
- Antonino Tripodi
- Renzo Trivelli
- Osvalda Trupia
- Frederick Tuckman
- Amédée Turner
- Ioannis Tzounis

## U
- Jakob von Uexküll
- Jef Ulburghs

## V
- Maurizio Valenzi
- José Valverde López
- Jaak Vandemeulebroucke
- Marijke van Hemeldonck
- Jean-Marie Vanlerenberghe
- Karel Van Miert
- Peter Vanneck
- Grigorios Varfis
- Marie-Claude Vayssade
- José Vázquez Fouz
- Luis Vega Y Escandon
- Simone Veil
- Herman Verbeek
- Josep Verde I Aldea
- Willem Vergeer
- Paul Vergès
- Jacques Vernier
- Willy Vernimmen
- Heinz Oskar Vetter
- Nikolaos Vgenopoulos
- Phili Viehoff
- Ben Visser
- Silvio Vitale
- Kurt Vittinghoff
- Thomas von der Vring

## W
- Leen van der Waal
- Manfred Wagner
- Gerd Walter
- Kurt Wawrzik
- Beate Weber
- Rudolf Wedekind
- Michael Welsh
- Charles Wendeling
- Norman West
- Klaus Wettig
- Heidemarie Wieczorek-Zeul
- Florus Wijsenbeek
- Karl von Wogau
- Joseph Wohlfart
- Claude Wolff
- Eisso Woltjer
- Francis Wurtz

## Z
- Mario Zagari
- Hans-Jürgen Zahorka
- Axel Zarges
- Spyridon Zournatzis

| Indholdsfortegnelse Top - A B C D E F G H I J K L M N O P Q R S T U V W X Y Z Æ Ø Å |